# Canton de Sermaize-les-Bains
Le canton de Sermaize-les-Bains est une circonscription électorale française du département de la Marne.

## Histoire
Un nouveau découpage territorial de la Marne entre en vigueur à l'occasion des élections départementales de 2015. Il est défini par le décret du 21 février 2014, en application des lois du 17 mai 2013 (loi organique 2013-402 et loi 2013-403). Les conseillers départementaux sont, à compter de ces élections, élus au scrutin majoritaire binominal mixte. Les électeurs de chaque canton élisent au Conseil départemental, nouvelle appellation du Conseil général, deux membres de sexe différent, qui se présentent en binôme de candidats. Les conseillers départementaux sont élus pour 6 ans au scrutin binominal majoritaire à deux tours, l'accès au second tour nécessitant 12,5 % des inscrits au 1er tour. En outre la totalité des conseillers départementaux est renouvelée. Ce nouveau mode de scrutin nécessite un redécoupage des cantons dont le nombre est divisé par deux avec arrondi à l'unité impaire supérieure si ce nombre n'est pas entier impair, assorti de conditions de seuils minimaux. Dans la Marne, le nombre de cantons passe ainsi de 44 à 23.
Le canton de Sermaize-les-Bains est formé de communes des anciens cantons de Heiltz-le-Maurupt (22 communes), de Saint-Remy-en-Bouzemont-Saint-Genest-et-Isson (13 communes), de Thiéblemont-Farémont (33 communes) et de Vitry-le-François-Est (7 communes). Il est entièrement inclus dans l'arrondissement de Vitry-le-François. Le bureau centralisateur est situé à Sermaize-les-Bains.

## Représentation
| Période élective | Période élective | Mandat | Mandat   | Identité           | Nuance | Nuance | Qualité |
| ---------------- | ---------------- | ------ | -------- | ------------------ | ------ | ------ | --- |
| 2015             | 2021             | 2015   | 2021     | Charles de Courson |        | UDI    | Magistrat Député, ancien conseiller général du canton d'Heiltz-le-Maurupt, ancien maire de Vanault-les-Dames |
| 2015             | 2021             | 2015   | 2021     | Florence Loiselet  |        | DVD    | Enseignante, maire de Favresse                                                                               |
| 2021             | 2028             | 2021   | en cours | Charles de Courson |        | DVC    | Conseiller sortant, membre de LC                                                                             |
| 2021             | 2028             | 2021   | en cours | Florence Loiselet  |        | DVD    | Conseillère sortante                                                                                         |

### Résultats détaillés

#### Élections de mars 2015
À l'issue du 1er tour des élections départementales de 2015, deux binômes sont en ballottage : Charles de Courson et Florence Loiselet (DVD, 46,35 %) et Ludwig Montet et Colette Pernet (FN, 38,77 %). Le taux de participation est de 53,09 % (8 713 votants sur 16 412 inscrits) contre 48,93 % au niveau départemental et 50,17 % au niveau national.
Au second tour, Charles de Courson et Florence Loiselet (DVD) sont élus avec 58,86 % des suffrages exprimés et un taux de participation de 53,2 % (4 835 voix pour 8 730 votants et 16 411 inscrits).

#### Élections de juin 2021
Le premier tour des élections départementales de 2021 est marqué par un très faible taux de participation (33,26 % au niveau national). Dans le canton de Sermaize-les-Bains, ce taux de participation est de 35,81 % (5 671 votants sur 15 835 inscrits) contre 28,76 % au niveau départemental. À l'issue de ce premier tour, deux binômes sont en ballottage : Charles de Courson et Florence Loiselet (Union au centre et à droite, 62,32 %) et Philippe Barruel et Margaux Bastien-Lanusse (RN, 27,36 %).
Le second tour des élections est marqué une nouvelle fois par une abstention massive équivalente au premier tour. Les taux de participation sont de 34,36 % au niveau national, 29,32 % dans le département et 33,45 % dans le canton de Sermaize-les-Bains. Charles de Courson et Florence Loiselet (Union au centre et à droite) sont élus avec 72,7 % des suffrages exprimés (3 691 voix pour 5 301 votants et 15 847 inscrits),,.

## Composition
Le canton de Sermaize-les-Bains comprend soixante-quinze communes entières.
| Nom                                           | Code Insee | Intercommunalité                      | Superficie (km2) | Population (dernière pop. légale) | Densité (hab./km2) | Modifier                                    |
| --------------------------------------------- | ---------- | ------------------------------------- | ---------------- | --------------------------------- | ------------------ | ------------------------------------------- |
| Sermaize-les-Bains (bureau centralisateur)    | 51531      | CC Côtes de Champagne et Val de Saulx | 17,69            | 1 752 (2022)                      | 99                 | modifier les données · modifier les données |
| Alliancelles                                  | 51006      | CC Côtes de Champagne et Val de Saulx | 6,93             | 151 (2022)                        | 22                 | modifier les données · modifier les données |
| Ambrières                                     | 51008      | CA Saint-Dizier, Der et Blaise        | 10,07            | 212 (2022)                        | 21                 | modifier les données · modifier les données |
| Arrigny                                       | 51016      | CC Perthois-Bocage et Der             | 16,08            | 233 (2022)                        | 14                 | modifier les données · modifier les données |
| Bassu                                         | 51039      | CC Côtes de Champagne et Val de Saulx | 10,29            | 94 (2022)                         | 9,1                | modifier les données · modifier les données |
| Bassuet                                       | 51040      | CC Côtes de Champagne et Val de Saulx | 8,42             | 239 (2022)                        | 28                 | modifier les données · modifier les données |
| Bettancourt-la-Longue                         | 51057      | CC Côtes de Champagne et Val de Saulx | 6,09             | 75 (2022)                         | 12                 | modifier les données · modifier les données |
| Bignicourt-sur-Saulx                          | 51060      | CC Côtes de Champagne et Val de Saulx | 11,01            | 156 (2022)                        | 14                 | modifier les données · modifier les données |
| Blesme                                        | 51068      | CC Côtes de Champagne et Val de Saulx | 6,70             | 197 (2022)                        | 29                 | modifier les données · modifier les données |
| Brandonvillers                                | 51080      | CC Perthois-Bocage et Der             | 11,69            | 196 (2022)                        | 17                 | modifier les données · modifier les données |
| Brusson                                       | 51094      | CC Côtes de Champagne et Val de Saulx | 4,86             | 187 (2022)                        | 38                 | modifier les données · modifier les données |
| Le Buisson                                    | 51095      | CC Côtes de Champagne et Val de Saulx | 6,77             | 84 (2022)                         | 12                 | modifier les données · modifier les données |
| Bussy-le-Repos                                | 51098      | CC Côtes de Champagne et Val de Saulx | 22,64            | 136 (2022)                        | 6,0                | modifier les données · modifier les données |
| Changy                                        | 51122      | CC Côtes de Champagne et Val de Saulx | 6,26             | 116 (2022)                        | 19                 | modifier les données · modifier les données |
| Charmont                                      | 51130      | CC Côtes de Champagne et Val de Saulx | 22,79            | 236 (2022)                        | 10                 | modifier les données · modifier les données |
| Châtillon-sur-Broué                           | 51135      | CC Perthois-Bocage et Der             | 6,63             | 85 (2022)                         | 13                 | modifier les données · modifier les données |
| Cheminon                                      | 51144      | CA Saint-Dizier, Der et Blaise        | 27,60            | 595 (2022)                        | 22                 | modifier les données · modifier les données |
| Cloyes-sur-Marne                              | 51156      | CC Perthois-Bocage et Der             | 6,29             | 124 (2022)                        | 20                 | modifier les données · modifier les données |
| Dompremy                                      | 51215      | CC Perthois-Bocage et Der             | 3,65             | 116 (2022)                        | 32                 | modifier les données · modifier les données |
| Drosnay                                       | 51219      | CC Perthois-Bocage et Der             | 18,62            | 195 (2022)                        | 10                 | modifier les données · modifier les données |
| Écollemont                                    | 51223      | CC Perthois-Bocage et Der             | 2,81             | 63 (2022)                         | 22                 | modifier les données · modifier les données |
| Écriennes                                     | 51224      | CC Perthois-Bocage et Der             | 6,36             | 166 (2022)                        | 26                 | modifier les données · modifier les données |
| Étrepy                                        | 51240      | CC Côtes de Champagne et Val de Saulx | 7,63             | 115 (2022)                        | 15                 | modifier les données · modifier les données |
| Favresse                                      | 51246      | CC Perthois-Bocage et Der             | 10,31            | 219 (2022)                        | 21                 | modifier les données · modifier les données |
| Giffaumont-Champaubert                        | 51269      | CC Perthois-Bocage et Der             | 28,16            | 286 (2022)                        | 10                 | modifier les données · modifier les données |
| Gigny-Bussy                                   | 51270      | CC Perthois-Bocage et Der             | 22,45            | 227 (2022)                        | 10                 | modifier les données · modifier les données |
| Haussignémont                                 | 51284      | CC Perthois-Bocage et Der             | 2,78             | 311 (2022)                        | 112                | modifier les données · modifier les données |
| Hauteville                                    | 51286      | CA Saint-Dizier, Der et Blaise        | 10,78            | 233 (2022)                        | 22                 | modifier les données · modifier les données |
| Heiltz-l'Évêque                               | 51290      | CC Côtes de Champagne et Val de Saulx | 9,43             | 278 (2022)                        | 29                 | modifier les données · modifier les données |
| Heiltz-le-Hutier                              | 51288      | CC Perthois-Bocage et Der             | 10,84            | 235 (2022)                        | 22                 | modifier les données · modifier les données |
| Heiltz-le-Maurupt                             | 51289      | CC Côtes de Champagne et Val de Saulx | 16,27            | 435 (2022)                        | 27                 | modifier les données · modifier les données |
| Isle-sur-Marne                                | 51300      | CC Perthois-Bocage et Der             | 5,47             | 96 (2022)                         | 18                 | modifier les données · modifier les données |
| Jussecourt-Minecourt                          | 51311      | CC Côtes de Champagne et Val de Saulx | 8,92             | 199 (2022)                        | 22                 | modifier les données · modifier les données |
| Landricourt                                   | 51315      | CA Saint-Dizier, Der et Blaise        | 5,88             | 135 (2022)                        | 23                 | modifier les données · modifier les données |
| Larzicourt                                    | 51316      | CC Perthois-Bocage et Der             | 16,86            | 270 (2022)                        | 16                 | modifier les données · modifier les données |
| Lisse-en-Champagne                            | 51325      | CC Côtes de Champagne et Val de Saulx | 8,29             | 107 (2022)                        | 13                 | modifier les données · modifier les données |
| Luxémont-et-Villotte                          | 51334      | CC Perthois-Bocage et Der             | 9,19             | 444 (2022)                        | 48                 | modifier les données · modifier les données |
| Matignicourt-Goncourt                         | 51356      | CC Perthois-Bocage et Der             | 9,25             | 156 (2022)                        | 17                 | modifier les données · modifier les données |
| Maurupt-le-Montois                            | 51358      | CA Saint-Dizier, Der et Blaise        | 18,12            | 534 (2022)                        | 29                 | modifier les données · modifier les données |
| Merlaut                                       | 51363      | CC Côtes de Champagne et Val de Saulx | 5,04             | 271 (2022)                        | 54                 | modifier les données · modifier les données |
| Moncetz-l'Abbaye                              | 51373      | CC Perthois-Bocage et Der             | 6,95             | 88 (2022)                         | 13                 | modifier les données · modifier les données |
| Norrois                                       | 51406      | CC Perthois-Bocage et Der             | 4,14             | 152 (2022)                        | 37                 | modifier les données · modifier les données |
| Orconte                                       | 51417      | CC Perthois-Bocage et Der             | 13,65            | 366 (2022)                        | 27                 | modifier les données · modifier les données |
| Outines                                       | 51419      | CC Perthois-Bocage et Der             | 15,42            | 131 (2022)                        | 8,5                | modifier les données · modifier les données |
| Outrepont                                     | 51420      | CC Côtes de Champagne et Val de Saulx | 3,72             | 76 (2022)                         | 20                 | modifier les données · modifier les données |
| Pargny-sur-Saulx                              | 51423      | CC Côtes de Champagne et Val de Saulx | 12,44            | 1 700 (2022)                      | 137                | modifier les données · modifier les données |
| Plichancourt                                  | 51433      | CC Côtes de Champagne et Val de Saulx | 5,89             | 250 (2022)                        | 42                 | modifier les données · modifier les données |
| Ponthion                                      | 51441      | CC Côtes de Champagne et Val de Saulx | 7,26             | 103 (2022)                        | 14                 | modifier les données · modifier les données |
| Possesse                                      | 51442      | CC Côtes de Champagne et Val de Saulx | 35,87            | 124 (2022)                        | 3,5                | modifier les données · modifier les données |
| Reims-la-Brûlée                               | 51455      | CC Côtes de Champagne et Val de Saulx | 6,51             | 217 (2022)                        | 33                 | modifier les données · modifier les données |
| Saint-Amand-sur-Fion                          | 51472      | CC Côtes de Champagne et Val de Saulx | 28,40            | 1 018 (2022)                      | 36                 | modifier les données · modifier les données |
| Saint-Eulien                                  | 51478      | CA Saint-Dizier, Der et Blaise        | 8,06             | 419 (2022)                        | 52                 | modifier les données · modifier les données |
| Saint-Jean-devant-Possesse                    | 51489      | CC Côtes de Champagne et Val de Saulx | 5,33             | 29 (2022)                         | 5,4                | modifier les données · modifier les données |
| Saint-Lumier-en-Champagne                     | 51496      | CC Côtes de Champagne et Val de Saulx | 8,56             | 266 (2022)                        | 31                 | modifier les données · modifier les données |
| Saint-Lumier-la-Populeuse                     | 51497      | CC Côtes de Champagne et Val de Saulx | 2,38             | 41 (2022)                         | 17                 | modifier les données · modifier les données |
| Saint-Quentin-les-Marais                      | 51510      | CC Côtes de Champagne et Val de Saulx | 6,56             | 118 (2022)                        | 18                 | modifier les données · modifier les données |
| Saint-Remy-en-Bouzemont-Saint-Genest-et-Isson | 51513      | CC Perthois-Bocage et Der             | 21,85            | 474 (2022)                        | 22                 | modifier les données · modifier les données |
| Saint-Vrain                                   | 51521      | CA Saint-Dizier, Der et Blaise        | 11,57            | 227 (2022)                        | 20                 | modifier les données · modifier les données |
| Sainte-Marie-du-Lac-Nuisement                 | 51277      | CC Perthois-Bocage et Der             | 17,35            | 273 (2022)                        | 16                 | modifier les données · modifier les données |
| Sapignicourt                                  | 51522      | CA Saint-Dizier, Der et Blaise        | 4,82             | 387 (2022)                        | 80                 | modifier les données · modifier les données |
| Scrupt                                        | 51528      | CC Perthois-Bocage et Der             | 11,46            | 124 (2022)                        | 11                 | modifier les données · modifier les données |
| Sogny-en-l'Angle                              | 51539      | CC Côtes de Champagne et Val de Saulx | 6,66             | 76 (2022)                         | 11                 | modifier les données · modifier les données |
| Thiéblemont-Farémont                          | 51567      | CC Perthois-Bocage et Der             | 9,25             | 512 (2022)                        | 55                 | modifier les données · modifier les données |
| Trois-Fontaines-l'Abbaye                      | 51583      | CA Saint-Dizier, Der et Blaise        | 43,71            | 195 (2022)                        | 4,5                | modifier les données · modifier les données |
| Val-de-Vière                                  | 51218      | CC Côtes de Champagne et Val de Saulx | 19,25            | 131 (2022)                        | 6,8                | modifier les données · modifier les données |
| Vanault-le-Châtel                             | 51589      | CC Côtes de Champagne et Val de Saulx | 34,78            | 164 (2022)                        | 4,7                | modifier les données · modifier les données |
| Vanault-les-Dames                             | 51590      | CC Côtes de Champagne et Val de Saulx | 19,97            | 369 (2022)                        | 18                 | modifier les données · modifier les données |
| Vauclerc                                      | 51598      | CC Côtes de Champagne et Val de Saulx | 6,09             | 498 (2022)                        | 82                 | modifier les données · modifier les données |
| Vavray-le-Grand                               | 51601      | CC Côtes de Champagne et Val de Saulx | 7,00             | 170 (2022)                        | 24                 | modifier les données · modifier les données |
| Vavray-le-Petit                               | 51602      | CC Côtes de Champagne et Val de Saulx | 5,39             | 61 (2022)                         | 11                 | modifier les données · modifier les données |
| Vernancourt                                   | 51608      | CC Côtes de Champagne et Val de Saulx | 8,98             | 82 (2022)                         | 9,1                | modifier les données · modifier les données |
| Villers-le-Sec                                | 51635      | CC Côtes de Champagne et Val de Saulx | 5,80             | 109 (2022)                        | 19                 | modifier les données · modifier les données |
| Vitry-en-Perthois                             | 51647      | CC Côtes de Champagne et Val de Saulx | 17,49            | 851 (2022)                        | 49                 | modifier les données · modifier les données |
| Vouillers                                     | 51654      | CA Saint-Dizier, Der et Blaise        | 8,28             | 259 (2022)                        | 31                 | modifier les données · modifier les données |
| Vroil                                         | 51658      | CC Côtes de Champagne et Val de Saulx | 10,34            | 104 (2022)                        | 10                 | modifier les données · modifier les données |
| Canton de Sermaize-les-Bains                  | 5120       |                                       | 887,10           | 20 123 (2022)                     | 23                 | modifier les données                        |

## Démographie
En 2022, le canton comptait 20 123 habitants, en évolution de −4,34 % par rapport à 2016 (Marne : −1,19 %, France hors Mayotte : +2,11 %).
| 2013   | 2018   | 2022   |
| ------ | ------ | ------ |
| 21 352 | 20 708 | 20 123 |